# Раувольф, Леонард
Леонард Раувольф (нем. Leonhard Rauwolf, 21 июня 1535 — 15 сентября 1596) — немецкий ботаник, врач, доктор медицины.

## Имя
В различных источниках встречаются разные формы записи имени Леонарда:
- нем. Leonhard Rauwolff[2],
- нем. Leonhart Rauwolf[2],
- нем. Leonhart Rauwolff[2][5],
- нем. Leonardus Flaminius[2],
- нем. Leonhardus Rauwolfius[2].

## Биография
Леонард Раувольф родился в городе Аугсбург 21 июня 1535 года. Возможно также, что он родился в 1540 году. Леонард был сыном купца.
С юности Раувольф занимался с превосходными преподавателями, которые готовили его к учёбе в университете. В 1556 году он поступил в Виттенбергский университет, а в 1560 году — в Университет Монпелье. 1562 году Раувольф перешёл в Университет Валенсии, где он получил степень доктора медицины.
В области города Монпелье, города Сет и коммуны Фронтиньян Раувольф собрал гербарий из 600 видов растений.
Леонард Раувольф умер в городе Вац 15 сентября 1596 года.

## Публикации
- Leonharti Rauwolfen, der Artzney Doctorn vnd bestelten Medici zuo Augspurg, aigentliche Beschreibung der Raiß, so er vor diser Zeit gegen Auffgang inn die Morgenländer, fürnemlich Syriam, Iudaeam, Arabiam, Mesopotamiam, Babyloniam, Assyriam, Armeniam etc. nicht ohne geringe Mühe vnnd grosse Gefahr selbs volbracht. Rauwolf, Leonhard. — Frankfurt am Main: Inst. for the History of Arab.-Islamic Science, 1995, Reprint of the ed. Lauingen, Willers, 1583 / Institute for the History of Arabic-Islamic Science at the Johann Wolfgang Goethe University Frankfurt am Main[2][9].
- Leonharti Rauwolfen aigentliche Beschreibung der Raiss, so er vor diser Zeit gegen Auffgang inn die Morgenländer nicht ohne geringe Mühe und grosse Gefahr selbs volbracht. Rauwolf, Leonhard. — Hannover: Giulini-Pharma-GmbH, 1977, [Faks.-Ausg.], Laugingen, Reinmichel, 1582[2][9].
- Aigentliche Beschreibung der Raiss inn die Morgenländer. Rauwolf, Leonhard. — Graz (Austria): Akademische Druck- u. Verl.-Anst., 1971, [Nachdr. d. Ausg.] Lauingen, Willers, 1583[2][9].

## Почести
Шарль Плюмье назвал в его честь род растений Rauvolfia.